# Ceracupes arrowi
Ceracupes arrowi is een keversoort uit de familie Passalidae. De wetenschappelijke naam van de soort is voor het eerst geldig gepubliceerd in 1910 door Heller.